# Circuito linear
Um circuito  linear é um circuito eletrônico no qual, para uma tensão de entrada sinusoidal de frequência f, qualquer saída de estado estável do circuito (a corrente através de qualquer componente ou a tensão entre quaisquer dois pontos) também é sinusoidal com a frequência f. Observe que a saída não precisa estar em fase com a entrada. No princípio da superposição, se um circuito é linear, então as fontes de tensão V1, V2, ..., Vn ocasionarão, respectivamente, uma tensão VR1, VR2, ..., VRn no resistor R1 e a tensão total sobre o resistor será a soma destas tensões (ou seja, VR1 +VR2+...+VRn).